# Far View Reservoir
Le Far View Reservoir est un site archéologique du comté de Montezuma, dans le Colorado, aux États-Unis. Partie du Far View Sites Complex, cet ancien réservoir anasazi est protégé au sein du parc national de Mesa Verde.